# Touchatout
Pour l’article ayant un titre homophone, voir Touche-à-tout.
Pour les articles homonymes, voir Bienvenu.
Léon-Charles Bienvenu, dit Touchatout, est un journaliste et homme de lettres français né le 25 mars 1835 à Paris 1er et mort le 27 décembre 1910 dans le 7e arrondissement de Paris. Il est surtout connu pour les satires qu'il fit de la vie politique et sociale sous Napoléon III.

## Biographie
C'est en 1863 que Touchatout, qui a quitté l'école à l'âge de douze ans, envoie son premier article à ce « petit journal » qui se nomme Le Tintamarre et dont il devient rédacteur attitré en 1865, copropriétaire en 1868, puis propriétaire en 1872. Il contribue parallèlement à tous les journaux satiriques de Paris : Diogène, Le Nain jaune, Le Soleil, La Lune, L'Éclipse, Le Journal amusant, Le Charivari. Il fonde lui-même la Touchatout-revue en 1865 et La Carmagnole durant le siège de Paris en 1871.
La notoriété lui vient avec la publication de l’Histoire de France tintamarresque, dont les premiers fascicules paraissent en 1867, ornés de portraits dessinés par des illustrateurs réputés tels que Draner, André Gill, Albert Robida, Alfred Le Petit. « L'originalité de Touchatout, écrit Pierre Larousse, avait à exploiter une mine inépuisable, la démolition de la légende historique. Jamais, il le faut avouer, on n'avait jusqu'alors manqué de respect aux traditions avec un si superbe sans-gêne ; jamais semblables grimaces irrésistibles n'avaient déridé la foule aux dépens des grands. » Sa verve politique s'enhardit chaque année davantage alors que paraissent ses Coups de griffe dans Le Radical et sa Petite Guerre dans L'Événement. En 1874, il s'attaque à l’Histoire tintamarresque de Napoléon III, un recueil de vignettes satiriques que le Larousse qualifie d' « impitoyable pamphlet, œuvre d'un justicier sans pitié » :

« Après Rochefort, qui avait attaché le grelot et donné le premier coup de pied au colosse reposant sur un piédestal de boue durcie, Touchatout sonne la fanfare de l'hallali. Il s'en va perçant d'outre en outre les statues de carton de ces seigneurs de l'Empire, qui pendant dix-huit ans furent la terreur et la honte de la France et qui maintenant n'en sont plus que la risée. »

Touchatout parodie par ailleurs les romans-feuilletons à la mode, aussi bien ceux de Xavier de Montépin que de Victor Hugo et d'Émile Zola, et va jusqu'à publier les « Mémoires » de Louis Andrieux, le préfet de police de Paris. Un critique d'art contemporain résume ainsi son œuvre :

« [Touchatout], dont un biographe s'est plu à dire qu'il avait trempé sa marotte dans l'écritoire de Juvénal, comprit, dès le début de sa carrière littéraire, que la bonne plume du rire suffisait à abattre plus de préjugés, à vaincre plus de scrupules, à réformer davantage les mœurs que n'importe quelle grave leçon de morale. Touchatout savait qu'on tue plus avec le ridicule qu'avec la colère et, là où les plus grands employaient la véhémence oratoire, il se contenta de pousser un franc et sonore éclat de rire, d'une gaîté bien gauloise et bien mordante. [...] De la bravoure se mêlait aux attaques, et parfois Touchatout poussait jusqu'au danger la témérité de ses critiques. Mais il le faisait, chaque fois, avec une telle gaîté communicative, un sens si drôle de la moquerie que les ennemis même pardonnaient, désarmés. « Personne, a écrit Noël Parfait, ne possède à un plus haut degré l'art d'assommer les gens en ne leur laissant même pas la satisfaction de lui en vouloir, tant c'est fait avec bonne humeur. »

### Le Trombinoscope
Publiés tout d'abord sous forme de journal hebdomadaire, puis semi-hebdomadaire, et réunis ensuite en deux volumes parus en 1874 et 1878, les articles qui composent Le Trombinoscope de Touchatout sont consacrés pour la plupart à des personnalités contemporaines, mais aussi à des personnages allégoriques tels que Justin-Sincère Suffrage Universel ou Aimée-Désirée République. Chaque article est orné d'un portrait, sauf quand la charge caricaturale devient trop forte, auquel cas la censure gouvernementale, alors omniprésente, veille à sa suppression immédiate. Ces notices biographiques, où se mêlent allègrement le vrai et le faux, commencent le plus souvent par l'histoire hautement fantaisiste de la naissance du personnage ciblé :

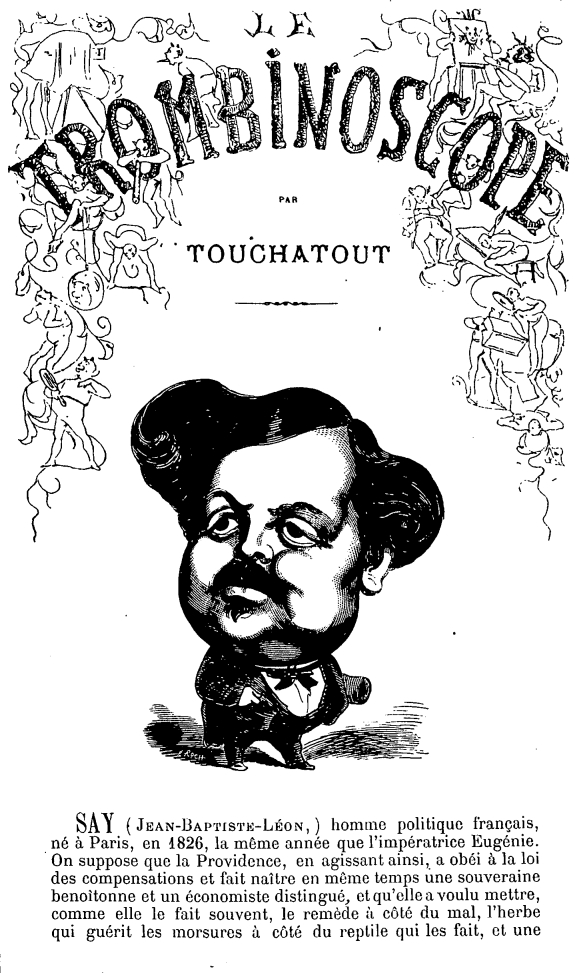
1 - Léon Say.
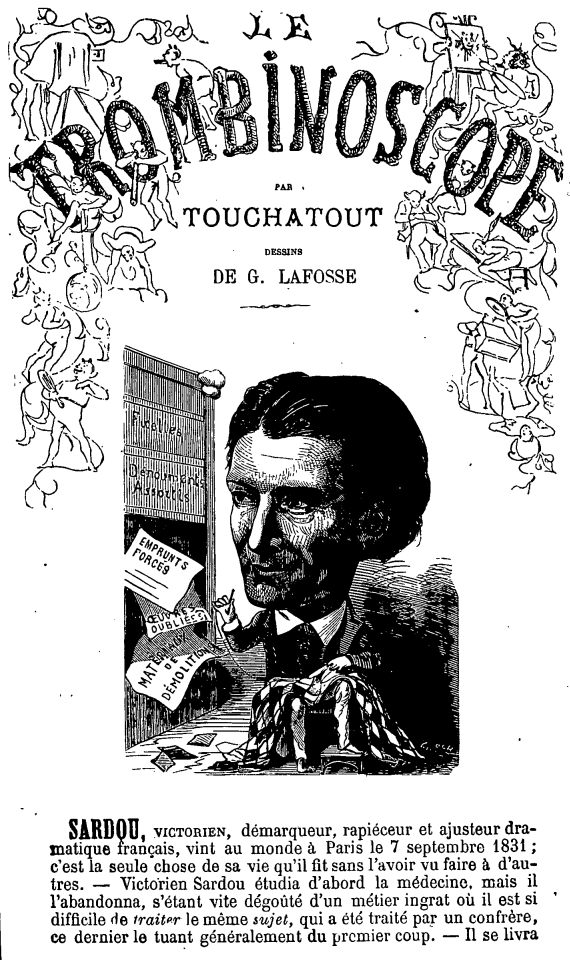
2 - Victorien Sardou.
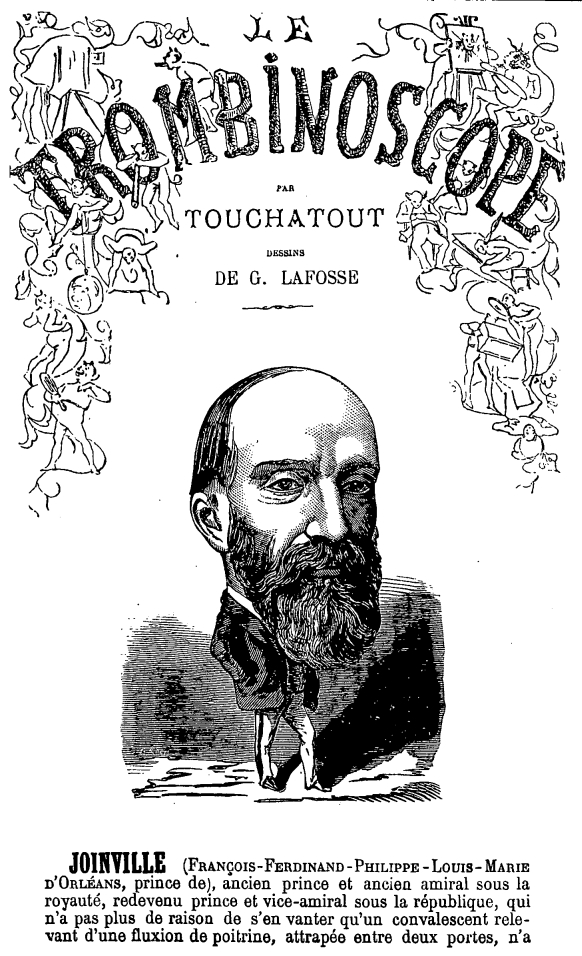
3 - François d'Orléans
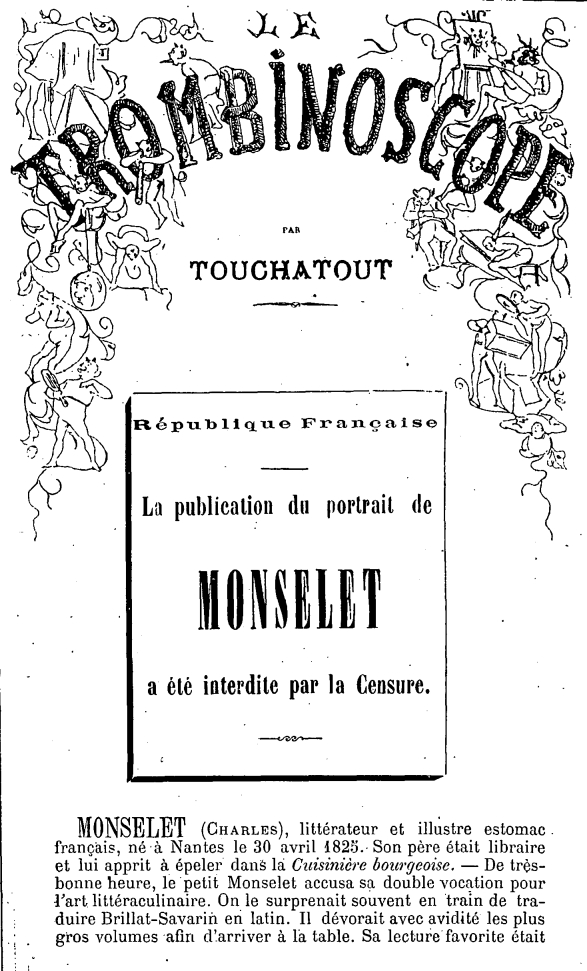
4 - Charles Monselet.
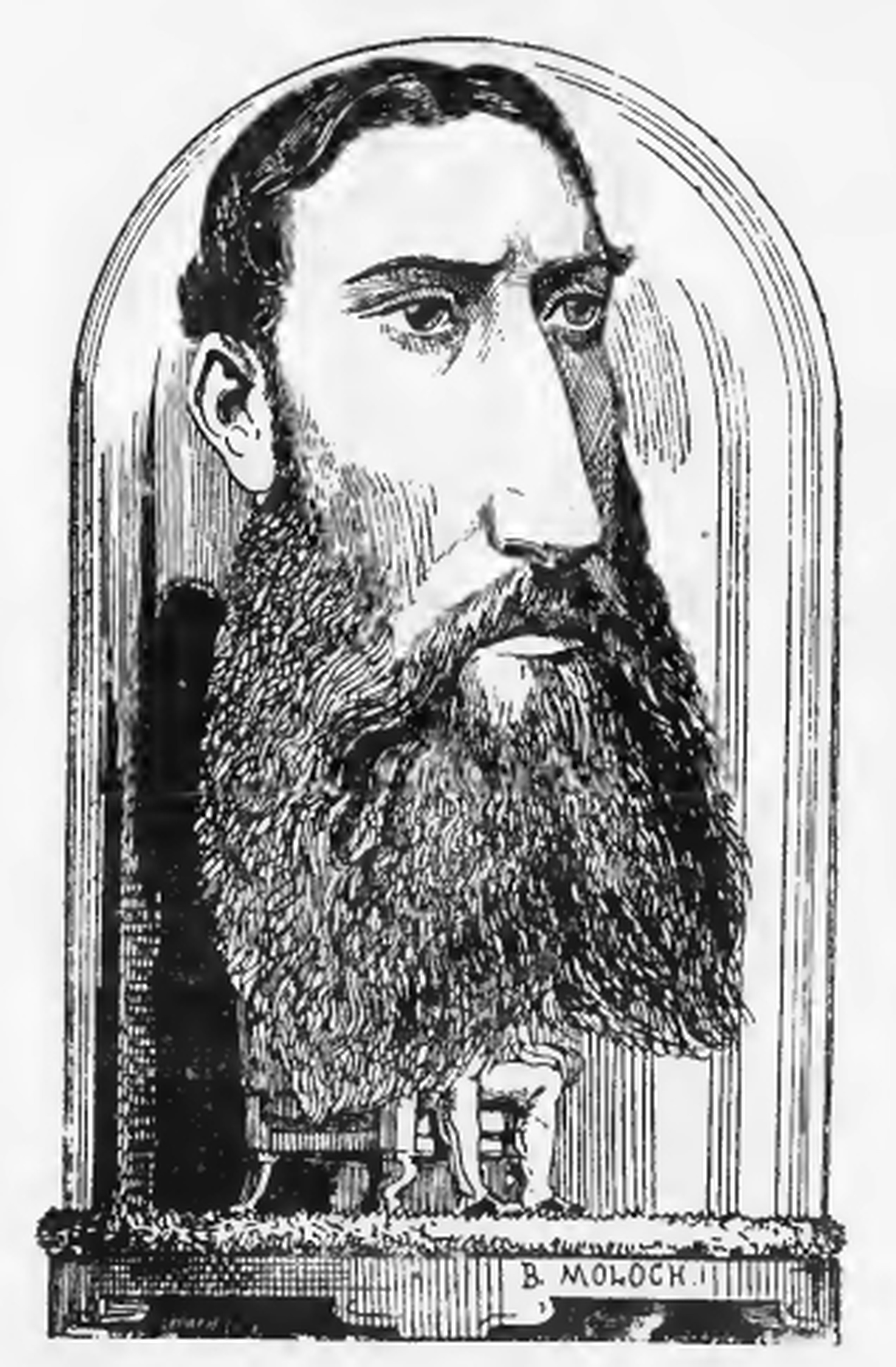
5 - Leopold II

1. « Say (Jean-Baptiste-Léon), homme politique français, né à Paris en 1826, la même année que l'impératrice Eugénie. On suppose que la Providence, en agissant ainsi, a obéi à la loi des compensations et fait naître une souveraine benoîtonne et un économiste distingué, et qu'elle a voulu mettre, comme elle le fait souvent, le remède à côté du mal, l'herbe qui guérit les morsures à côté du reptile qui les fait […] »
2. « Sardou (Victorien), démarqueur, rapiéceur et ajusteur dramatique français, vint au monde à Paris le 7 septembre 1831 ; c'est la seule chose de sa vie qu'il fit sans l'avoir vu faire à d'autres. — Victorien Sardou étudia d'abord la médecine, mais il l'abandonna, s'étant vite dégoûté d'un métier ingrat où il est si difficile de traiter le même sujet, qui a été traité par un confrère, ce dernier le tuant généralement du premier coup […] »
3. « Joinville (François-Ferdinand-Philippe-Louis-Marie-d'Orléans, prince de), ancien prince et ancien amiral sous la royauté, redevenu prince et vice-amiral sous la république, qui n'a pas plus de raison de s'en vanter qu'un convalescent relevant d'une fluxion de poitrine, attrapée entre deux portes […] »
4. « Monselet (Charles), littérateur et illustre estomac français, né à Nantes le 30 avril 1825. Son père était libraire et lui apprit à épeler dans la Cuisinière bourgeoise. De très bonne heure, le petit Monselet accusa sa double vocation pour l'art littéraculinaire. On le surprenait souvent en train de traduire Brillat-Savarin en latin […] »

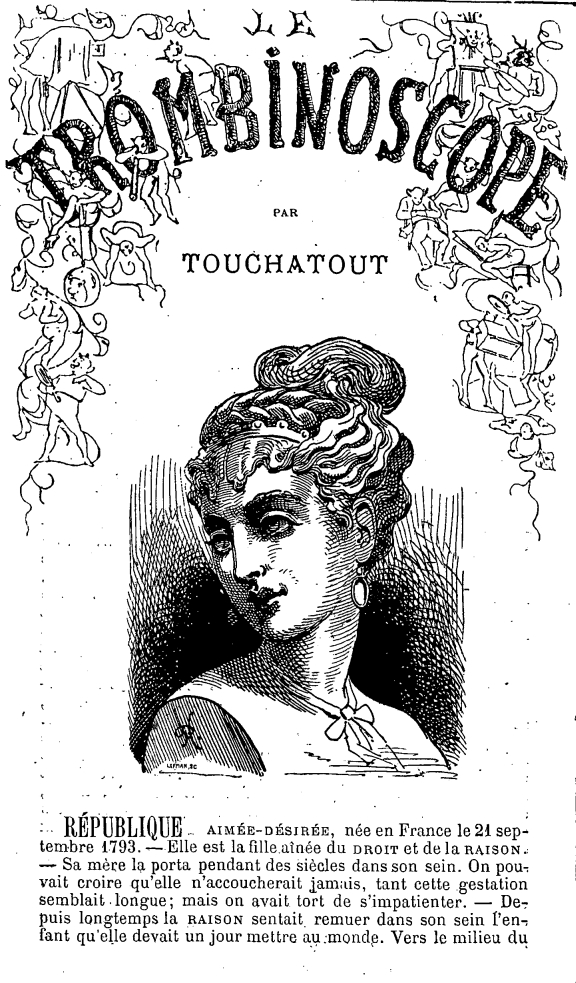
1 - La République.
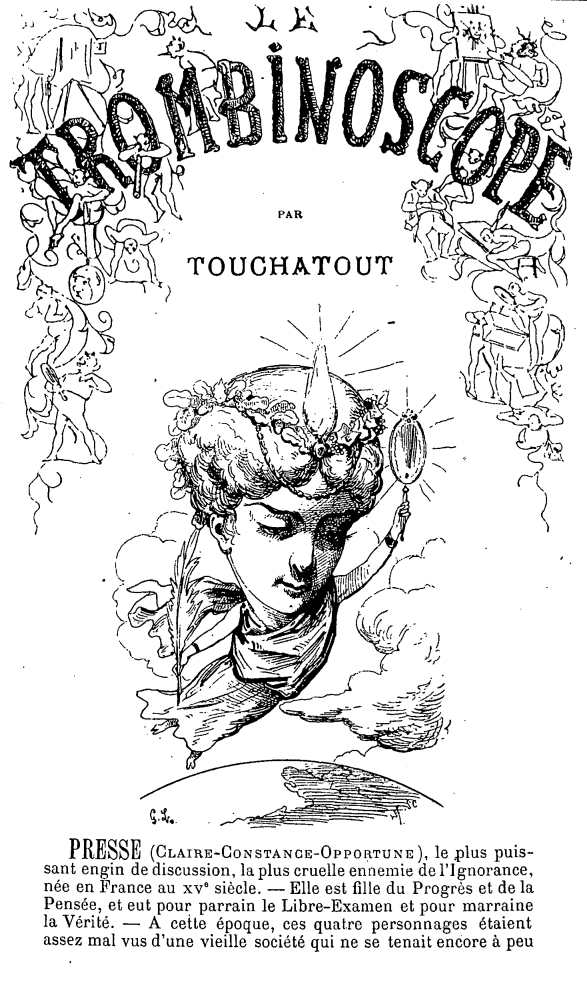
2 - La Presse.
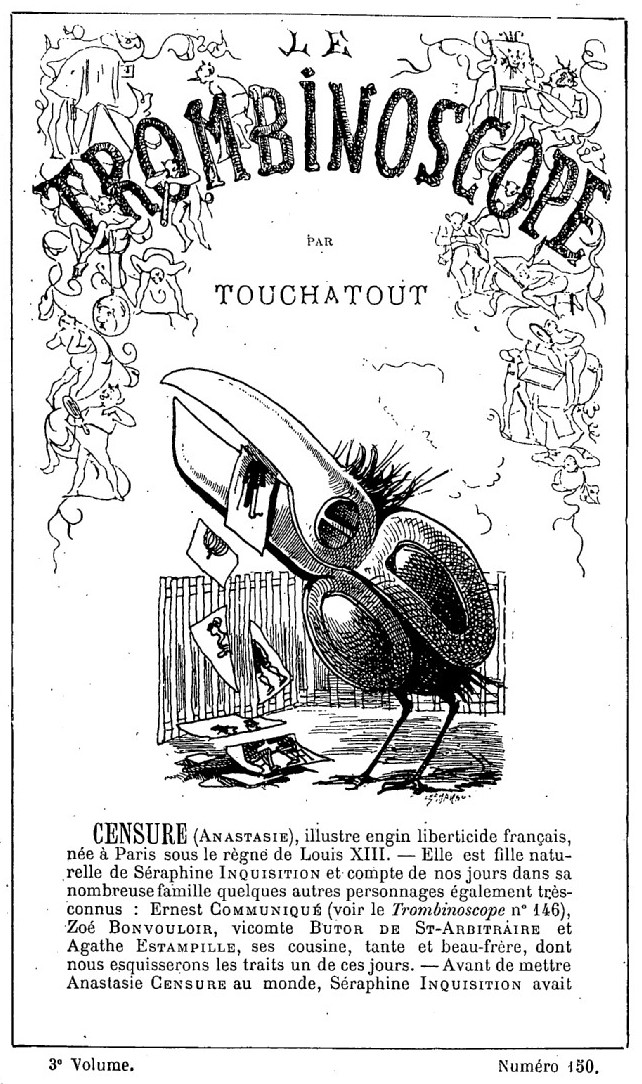
3 - Anastasie Censure.
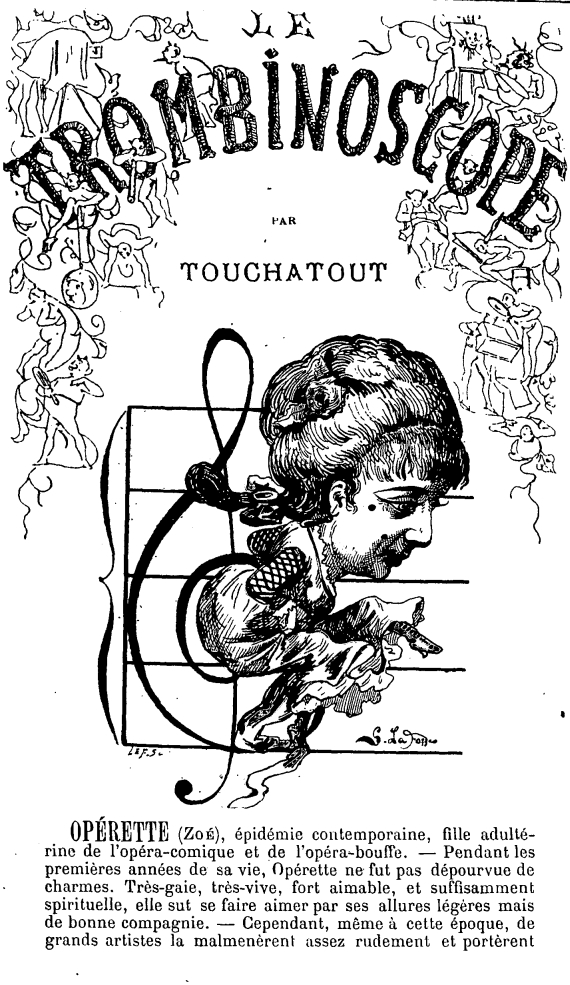
4 - L'Opérette.
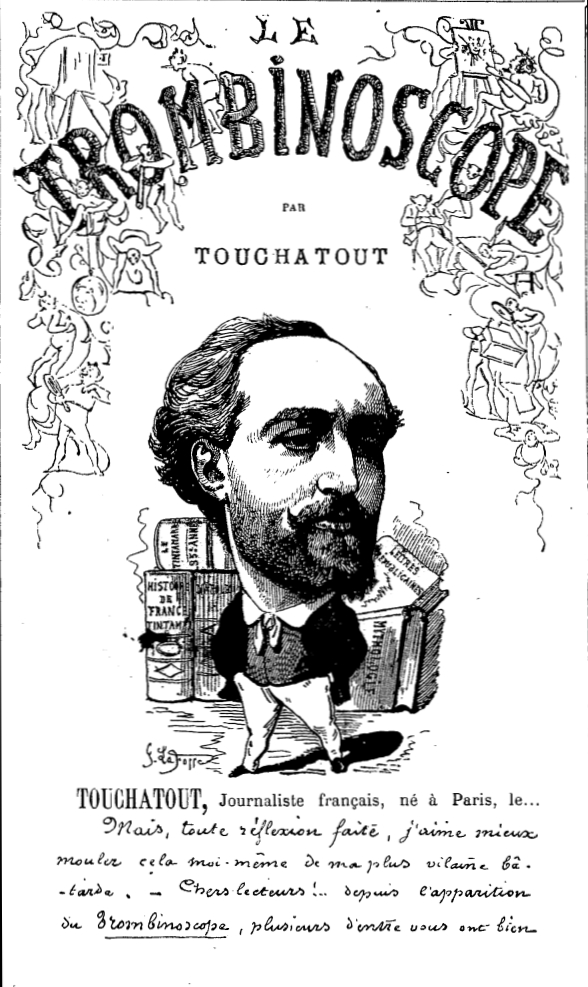
5 - Touchatout.

1. « République (Aimée-Désirée), née en France le 21 septembre 1793. — Elle est la fille aînée du Droit et de la Raison. Sa mère la porta pendant des siècles dans son sein. On pouvait croire qu'elle n'accoucherait jamais, tant cette gestation semblait longue ; mais on avait tort de s'impatienter […] »
2. « Presse (Claire-Constance-Opportune), le plus puissant engin de discussion, la plus cruelle ennemie de l'Ignorance, née en France au XVe siècle. Elle est la fille du Progrès et de la Pensée, et eut pour parrain le Libre-Examen et pour marraine la Vérité […] »
3. « Censure (Anastasie), illustre engin liberticide français, née à Paris sous le règne de Louis XIII. Elle est fille naturelle de Séraphin INQUISITION et compte de nos jours dans sa nombreuse famille quelques autres personnages également connus : Ernest COMMUNIQUE […], Zoé BONVOULOIR, vicomte BUTOR DE SAINT-ARBITRAIRE et Agathe ESTAMPILLE […] Au physique, Anastasie Censure est une vieille pointue qui se distingue par ses qualités maîtresses chez les servantes dévouées à l'arbitraire : une grande malveillance et un manque absolu d'esprit […]. »
4. « Opérette (Zoé), épidémie contemporaine, fille adultérine de l'opéra-comique et de l'opéra-bouffe. Pendant les premières années de sa vie, Opérette ne fut pas dépourvue de charmes. Très-gaie, très-vive, fort aimable, et suffisamment spirituelle, elle sut se faire aimer par ses allures légères mais de bonne compagnie. Cependant, même à cette époque,  de grands artistes la malmenèrent assez rudement […] »
5. « Touchatout, journaliste français, né à Paris, le… Mais, toute réflexion faite, j'aime mieux mouler cela moi-même de ma plus vilaine bâtarde […] »

### Vie privée
Sa fille Hélène-Léonie était l'épouse du sculpteur Laurent Marqueste (1848-1920). Sa fille Jeanne épousa Charles Max (1853-1903) et fut peinte par Boldini : son portrait en pied dont elle fit donation est exposé au Musée d'Orsay.

## Publications

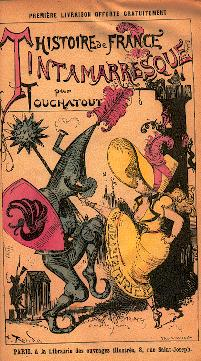
Couverture de l’Histoire de France tintamarresque dessinée par Albert Robida en 1872.

- Un Monsieur qui veut se faire un nom, saynète en 1 acte, Paris, Théâtre Déjazet (1866)
- Première Feuille de l'Évangile. Révolution (1868)
- L'Homme qui rit. Nouveau roman de Victor Hugo (1869)
- Touchatout-revue : parodie de la semaine, journal hebdomadaire puis bimensuel (1868-1869)
- La Carmagnole, journal (4 numéros, 1871)
- Cours de villégiature : petit guide du Parisien à la campagne pendant la belle saison (1872)
- Le Trombinoscope, journal hebdomadaire puis semi-hebdomadaire, dessins de Georges Lafosse, etc. (5 volumes, 1871-1882) (texte en ligne)
- Histoire de France tintamarresque depuis les temps les plus reculés jusqu'à nos jours, illustrations par Georges Lafosse, Draner, André Gill, Paul Hadol, Alfred Le Petit, Albert Robida, etc. (6 volumes, 1872-1903) (texte en ligne : vol. 1)
- L'Antiquité tintamarresque illustrée. Mythologie. Histoire ancienne. Histoire romaine. Histoire grecque, illustrations par Paul Hadol (1874)
- Le Tour du monde tintamarresque (1874)
- Le Paposcope (1874)
- Histoire tintamarresque de Napoléon III, illustrations par Paul Hadol (2 volumes, 1874-1878) (texte en ligne : vol. 1 et 2)
- Les Cinquante Lettres républicaines de Gervais Martial (1875) (texte en ligne)
- Les Nouvelles Tragédies de Paris, prolonge tintamarresque au feuilleton de M. Xavier de Montépin  (1875)
- L'Homme aux mains postiches, roman de mœurs (1875)
- La Grande Mythologie tintamarresque, dessins de Georges Lafosse (1878)
- Le Trocadéroscope : revue tintamarresque de l'Exposition universelle, dessins d'Alfred Le Petit  (10 numéros, 1878) (texte en ligne)
- Mémoires d'un préfet de police (1885) (texte en ligne)
- Les Propos de Lariflette (1889)
- Œuvres complètes de Touchatout (1890)
- Paris d'Émile Zola : le roman téléphoné aux gens pressés (1898) (texte en ligne)